# Gorgonops
|  | Dieser Artikel wurde aufgrund von formalen oder inhaltlichen Mängeln in der Qualitätssicherung Biologie zur Verbesserung eingetragen. Dies geschieht, um die Qualität der Biologie-Artikel auf ein akzeptables Niveau zu bringen. Bitte hilf mit, diesen Artikel zu verbessern! Artikel, die nicht signifikant verbessert werden, können gegebenenfalls gelöscht werden. Lies dazu auch die näheren Informationen in den Mindestanforderungen an Biologie-Artikel. |

Gorgonops ist eine Gattung der Gorgonopsidae, einer Familie säugetierähnlicher, carnivoren Therapsiden und einer der letzten Vertreter der Gorgonopsia auf dem Superkontinent Pangäa. Es ernährte sich ausschließlich carnivor und starb an der Perm-Trias-Grenze aus. Gorgonops wurde im Jahr 1876 von Richard Owen erstbeschrieben. Es gibt sechs bekannte Arten der Gattung Gorgonops.

## Merkmale
Der Kopf war, wie bei vielen anderen Gorgonopsiden, sehr lang, relativ schmal (insbesondere der vordere Teil des Schädels) und er erreichte bis zu 34 Zentimeter Länge. Die Schnauze war ebenso weit wie hoch und die Schädelbögen waren relativ schmal. Auch besaß er die typischen, bis zu zwölf Zentimeter langen Säbelzähne, die noch viele andere Tiere, zum Beispiel Smilodon, bekommen sollten. Die Beine waren an schnelles Laufen angepasst und saßen im Gegensatz zu Reptilien wie Scutosaurus unter dem Körper.

## Systematik
Gorgonops ist der Namensgeber der Gorgonopsidae, der einzigen Familie der Gorgonopsia. Gorgonopsia waren alle Fleischfresser und wahrscheinlich auch Aasfresser. Den Gorgonopsia gehörten sowohl kleinere Gattungen wie Lycaenops als auch großwüchsige wie Inostrancevia an. Sie gehören den Theriodontia (spezialisierte, sich hauptsächlich carnivor ernährende Therapsida, früher auch als „säugetierähnliche Reptilien“ bezeichnet) an.